# Maria Kaczyńska (1907–1942)

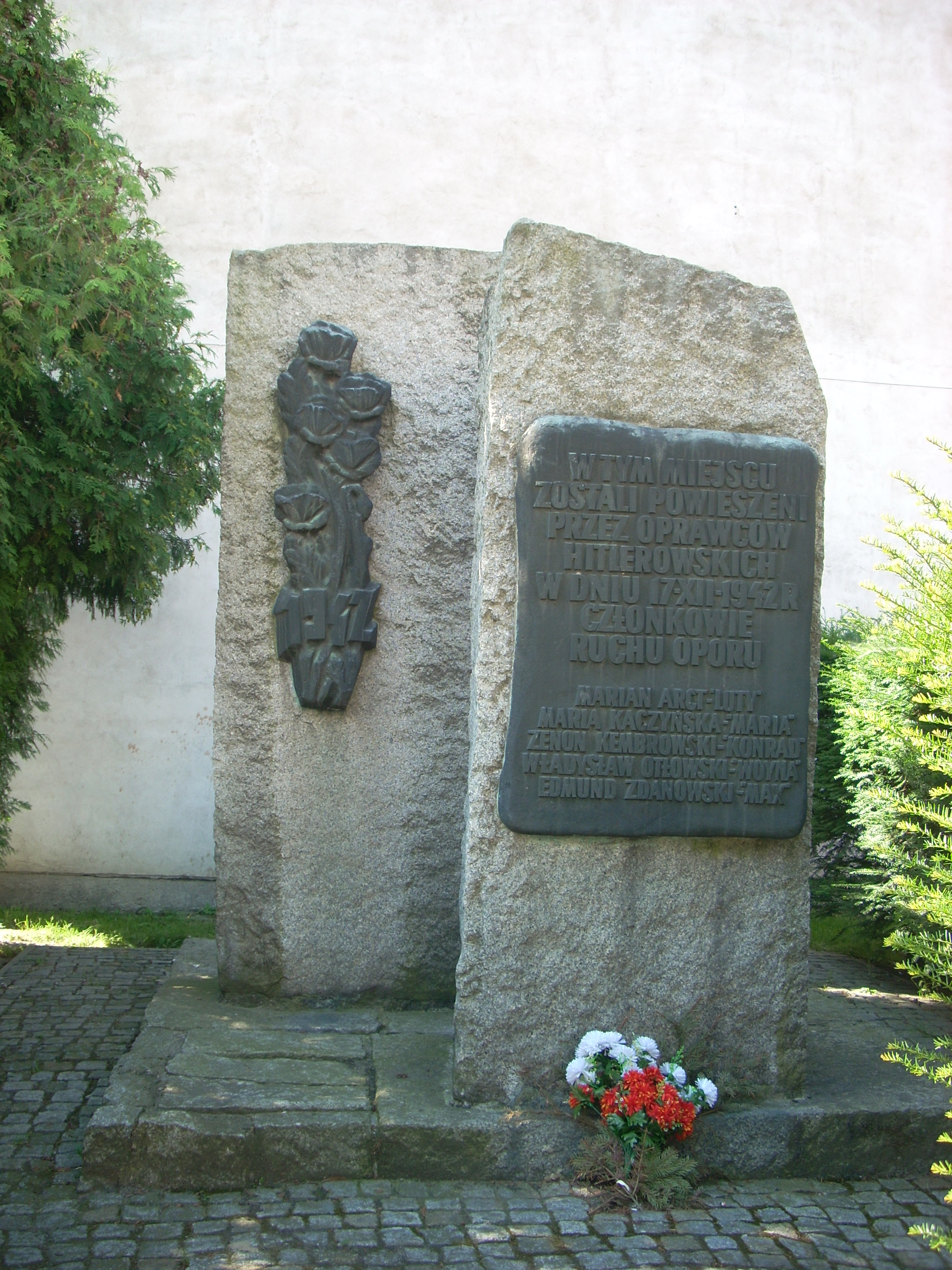
Pomnik upamiętniający powieszonych na rynku w Przasnyszu

Maria Kaczyńska (ur. 8 czerwca 1907 w Przasnyszu, zm. 17 grudnia 1942 tamże) – pocztowiec, nauczycielka tajnego nauczania, członek ZWZ-AK.

## Życiorys
Pochodziła z rodziny rolniczej. Była córką Ignacego i Konstancji Kaczyńskich. Absolwentka Gimnazjum Koedukacyjnego w Przasnyszu (matura 1928). Studiowała polonistykę na Uniwersytecie Warszawskim. Była pracownikiem poczt w powiecie przasnyskim i Piotrkowie Trybunalskim, udzielała korepetycji.
W czasie okupacji hitlerowskiej zajmowała się tajnym nauczaniem młodzieży. Kierowała komórką Biura Informacji i Propagandy w Obwodzie AK. Aresztowana 22 sierpnia 1942. Więziona była w Płocku. 13 listopada 1942 przewieziona została do niemieckiego obozu koncentracyjnego Soldau (KL) w Działdowie, tam sądzona i skazana 4 grudnia 1942 na karę śmierci. Powieszona w publicznej egzekucji na rynku przasnyskim 17 grudnia 1942. Razem z nią zginęli: Marian Arct „Luty”, Zenon Kiembrowski „Konrad”, Władysław Otłowski „Woyna” i Edmund Zdanowski „Max”.
Spoczywa w zbiorowym grobie na cmentarzu parafialnym w Przasnyszu. 9 maja 1972 w miejscu straceń na przasnyskim rynku odsłonięto granitowy pomnik z tablicą upamiętniającą 5 powieszonych członków sztabu ZWZ-AK.
Pozostawiła pamiętnik spisany w latach 1926–1933 (rękopis w zbiorach rodziny autorki).